# Sarare (rijeka)
Sarare je rijeka u Južnoj Americi. Izvire u Kolumbiji, a većinom toka teče kroz Venezuelu. Spajanjem s rijekom Uribante nastaje rijeka Apure. Rijeka pripada porječju rijeke Orinoco.